# Friedrich Reinhold Kreutzwald
Friedrich Reinhold Kreutzwald, in estone Vindri Rein Ristmets (Jõepere, 26 dicembre 1803 – Tartu, 25 agosto 1882) è stato uno scrittore e medico estone, autore del poema epico Kalevipoeg.
Di umili origini, i suoi genitori erano dei servi, nacque nel villaggio di Jõepere nei pressi di Kadrina, nella contea di Lääne-Virumaa, si laureò in medicina all'Università di Tartu nel 1833, e praticò la professione di medico a Võru, nel sud dell'Estonia, dal 1833 al 1877.
Parallelamente, fu autore di diverse opere letterarie, principalmente adattamenti di racconti popolari e poesie. La sua opera principale è il poema epico con protagonista Kalevipoeg ("il figlio di Kalev"), ispirato dal folklore tradizionale estone e ritenuto il primo libro in lingua estone.
Fu uno dei membri della società erudita estone, fondata nel 1838 dai tedeschi che operavano nell'Università di Tartu, che promuoveva lo studio della cultura nazionale e, ben presto, fu aperta anche i membri più istruiti della popolazione locale, come appunto Kreutzwald.